# Mercédès Jellinek
Mercédès Adrienne Ramona Manuela Jellinek, née le 16 septembre 1889 à Vienne, Autriche et morte le 23 février 1929 également à Vienne, était la fille d'Emil Jellinek, consul austro-hongrois, entrepreneur automobile fondateur de la marque Mercedes et de son épouse Rachel Goggmann Cenrobert. Son père, à la tête de la ligne Daimler-Motoren-Gesellschaft de la marque Mercedes (sans accents), nommée d'après le prénom de sa fille, créa le modèle Mercedes 35 hp en 1901. L'année suivante, au Salon Automobile de Paris, il accrocha un portrait de Mercédès. En 1903, il changea même légalement son nom en Jellinek-Mercedes après que la Daimler-Motoren-Gesellschaft fit de Mercedes une marque déposée en 1902,. Il commenta cette décision en faisant remarquer que « c'était probablement la première fois qu'un père porterait le nom de sa fille. » Son nom, d'origine espagnole, signifie « Grâce »  .

## Biographie
Mercédès Jellinek eut deux frères plus âgés, Adolph et Raoul Fernand. Sa mère mourut en 1893 alors qu'elle n'avait que 4 ans. Son père se remaria en 1899 et eut encore trois fils et une fille. 
Mercédès Jellinek vécut à Vienne et fit deux mariages ratés. Elle se maria, en 1909, à Nice, sur la Côte d'Azur avec le Baron Karl Freiherr von Schlosser. Le couple vécut à Vienne jusqu'à l'avènement de la Première Guerre mondiale qui les ruina. Ils eurent deux enfants : Elfriede (née en 1912) et Hans Peter (né en 1916). En 1918, Mercédès fit la manche dans la rue pour avoir de quoi manger. En 1926, elle quitta son mari et ses deux enfants pour épouser le Baron Rudolf von Weigl, un talentueux mais pauvre sculpteur viennois qui mourut après à peine quelques mois de mariage de la tuberculose. Elle fit de la musique et chanta de sa belle voix de soprano mais ne partagea jamais la passion de son père pour les automobiles. Bien qu'une des marques les plus célèbres de voitures portât son nom, elle n'en posséda jamais. Elle mourut en 1929 d'un cancer des os à l'âge de 39 ans et fut enterrée à Vienne, dans la tombe familiale, près de son grand-père, le précédent rabbin en chef de Vienne, Adolf Jellinek.
Son frère Raoul Fernand, écrivain se suicida en 1939 victime de persécutions anti-sémites. Sa fille Elfriede fut victime de poursuites du national-socialisme et son fils Hans-Peter fut arrêté en 1944 par la Gestapo pendant l'occupation avant d'être libéré par l'armée américaine.

## Héritage

### Marraine prête-nom
Le père de Mercédès Jellinek s'intéressa très tôt aux automobiles. Après la mort de son épouse en 1893, il installa son bureau à Nice. En 1897, il obtint sa première voiture de la Daimler-Motoren-Gesellschaft. Lors du circuit Nice-Magagnosc-Nice du 21 mars 1899, la voiture de course de 16PS de Daimler, que Jellinek avait inscrite sous le pseudonyme de Mercedes, remporta le premier Prix. En avril 1900, Jellinek commanda 36 automobiles Daimler - soit un tiers de la production annuelle - et ordonna la construction d'un nouveau modèle baptisé Mercedes dont le premier exemplaire fut livré à Nice le 22 décembre. En mars 1901, cette nouvelle voiture gagna une série de courses à Nice. Le 23 juin 1902, la Daimler-Motoren-Gesellschaft fit de Mercedes (sans accents) une marque déposée, si bien que le 26 septembre, ce nom fut dorénavant protégé et réservé à la marque. En 1909, le symbole de l'étoile fut associé à la marque et apparut systématiquement sur toutes les voitures 2 ans plus tard. En 1926, Daimler fusionna avec Benz et cie et devint Mercedes-Benz. Toutes les automobiles construites à partir de ce moment-là par la Daimler-Beng AG sont connues sous le nom de Mercedes-Benz.

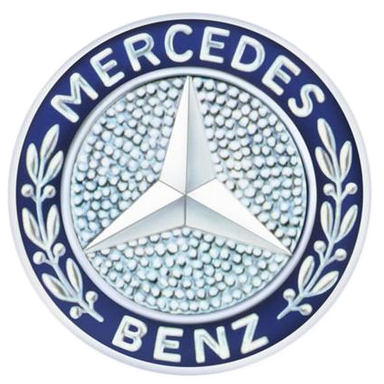
Logo Merces-Benz (1926)

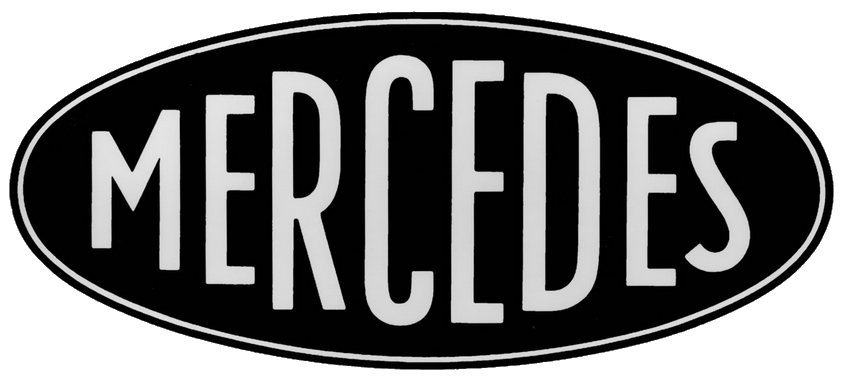
Logo Mercedes (1902)

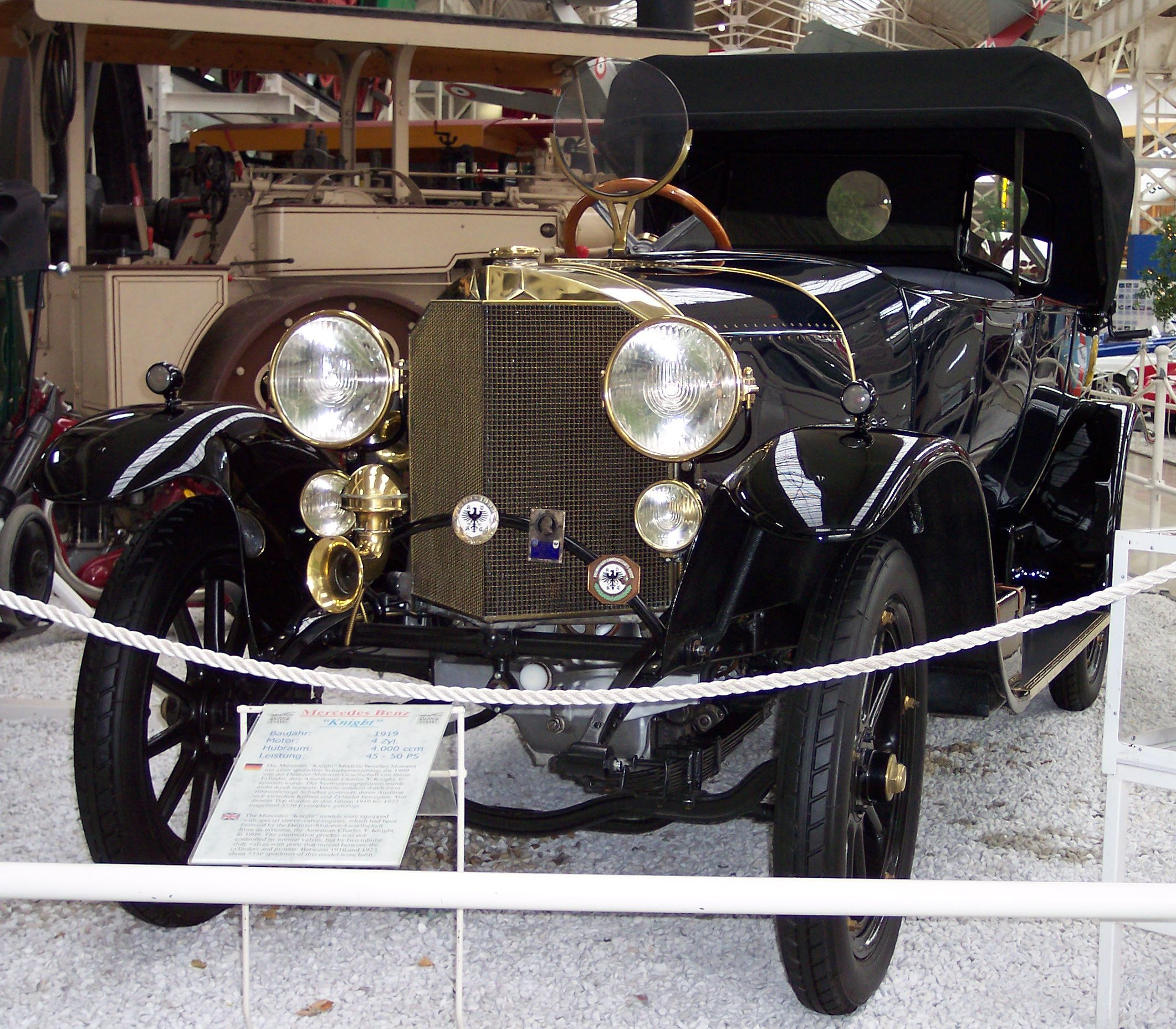
Merces Knight 1919

### Modèle pour statues
Le sculpteur carinthinien Josef Valentin Kassin réalisa la sculpture de la fontaine aux Ondines, inaugurée en 1903 à Baden-les-Bains près de Vienne d'après des modèles humains. La figure principale des Ondines hérita des traits de Mercédès Jellinek. Il réalisa également une statue à son image pour la tombe de la famille Jellinek au cimetière central de Vienne.

## Littérature

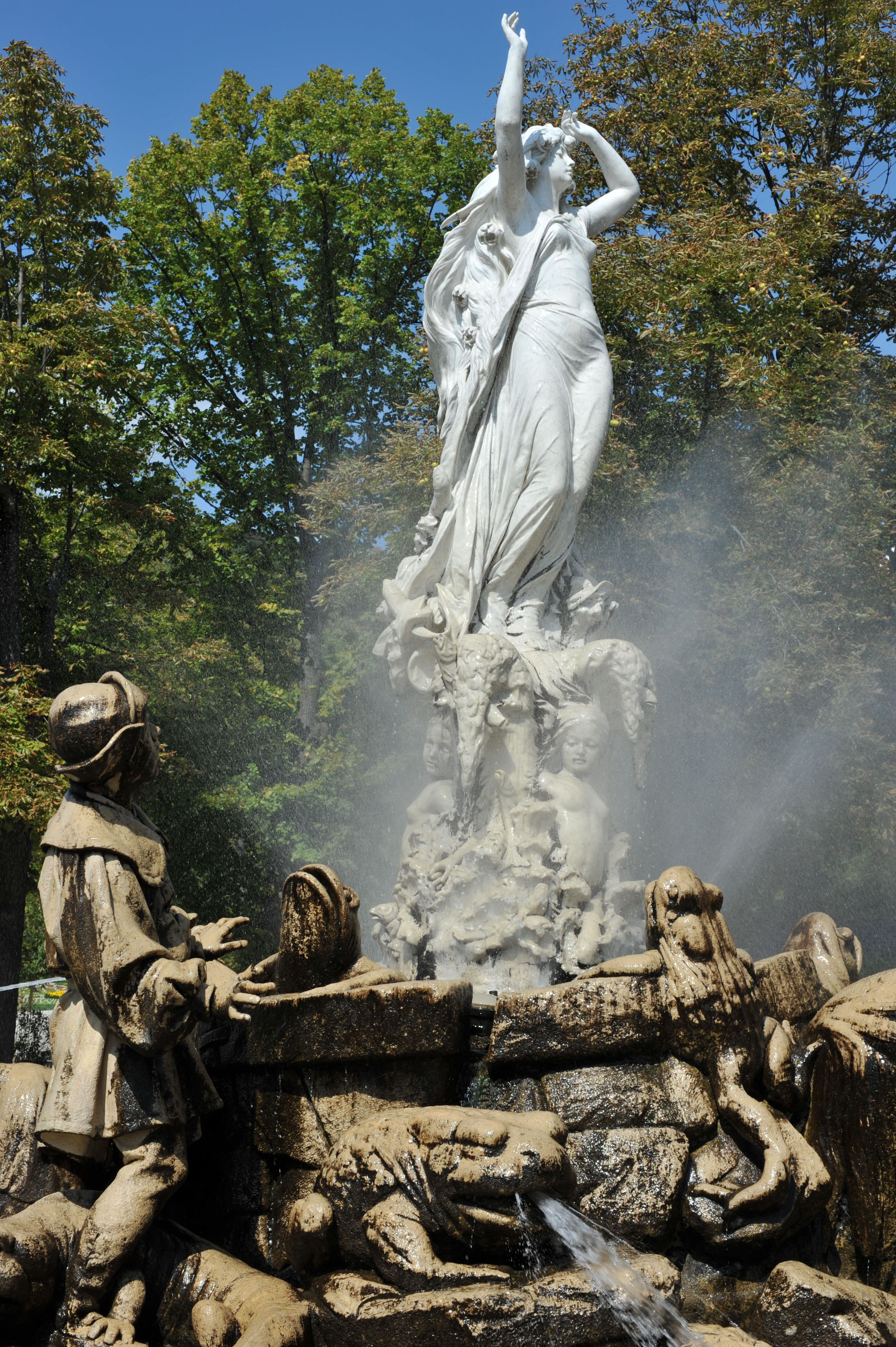
Undine Kurpark - Baden (Autriche)

- Guy Jellinek-Mercédès : Mon père, Monsieur Mercédès, Éditions France-Empire, Paris 1961